# Культивація
Культивація — у сільському господарстві — метод поверхневої обробки ґрунту, що забезпечує її розпушування (без обертання) та вирівнювання поверхні з одночасним підрізанням бур'янів. Культивацію застосовують для передпосівної підготовки ґрунту, закладення добрив, гербіцидів, догляду за чистими парами, просапними культурами, для розпушування ґрунту в міжряддях та приствольних колах саду. Обробка у своїй проводиться з допомогою культиватора — спеціальної сільськогосподарської машини.

## Інші значення слова культивація
У переносному сенсі використовується у значенні обробки тієї чи іншої субстанції, з метою зміни її в необхідному напрямку (напр., (само) культивація індивідуалізму та свободи особистості).
- Гіпотеза культивації — соціологічна концепція, що досліджує довгостроковий вплив телебачення на глядача.

- Культивування дикорослих рослин
- Культивація конопель — вирощування